# Hasan Ali Acar
Hasan Ali Acar (* 14. März 1985 in Denizli) ist ein türkischer Fußballspieler.
Hasan begann seine Karriere 1999 in der Jugend von Denizlispor. Im Jahr 2003 wurde er von der TFF als Profifußballer anerkannt und spielte in der Saison 2003/04 in der Turkcell Süper Lig für Denizlispor, wurde jedoch nie eingesetzt. In der Saison 2004/05 wurde er an Denizli Belediyespor ausgeliehen und spielt seitdem für den zweiten professionellen Fußballverein aus der Stadt Denizli. Er kam bei Denizli Belediyespor in der 2. Lig und 3. Lig über hundertmal zum Einsatz und erzielte dabei zwei Treffer. Seit der Saison 2010/11 wurde er an den Verein Çorumspor ausgeliehen und spielt seitdem dort.
Hasan Ali Acar bestritt zwei Einsätze für die türkische Nationalmannschaft der U-19.